# 大宝寺晴时
大宝寺晴時（だいほうじ はるとき）是战国時代的武士。大宝寺氏15代当主。又名武藤晴時。

## 经历
永正9年（1512年），作为大宝寺氏说或其兄大宝寺澄氏之子出生。并在澄氏死后继承家督。初名時氏，后来在大永2年（1522年）前后接受了室町幕府12代将軍足利义晴的偏諱而改名晴時。
永正、天文年间，曾担任出羽国飽海郡郡代的砂越氏开始不断挑战大宝寺氏的威信和权威。永正10年（1513年），砂越氏雄率军攻入大宝寺氏的田川郡，结果不仅战败，而且砂越氏雄父子双双战死，砂越氏因此暂时断绝。虽然此时断绝，但是又在永正15年（1518年），从大宝寺氏一門迎来砂越氏維作为“名代”来继承砂越氏。
但是氏維却又以独立为目标而发起了内乱，反对在大宝寺氏支配下的出羽安保氏和来次氏的国人勢力也开始活跃起来，晴時也因此被迫出面，开始镇压叛乱。此战过后，以大宝寺氏为首的物領制在晴時执政的時代已经有了很大程度的衰退。
紧接着又于天文元年（1533年），居城大宝寺城又遭到了砂越氏維的攻击和放火，虽然说一度在越后上杉氏的中介下而短暂和睦，但是翌年又再度发生了争执。此时，因为赤川流域发生了变化，因而居城失去了抵御天然灾害的能力，此外曾遭受过洪水灾害，因此晴时将居城搬到了更为坚固的尾浦城。
在大永年間，与砂越氏抗争得到平息后的一段时间曾向幕府进贡物资，因此幕府处获得左京大夫的官位，后来上洛拜见将军足利义晴，在归国的时候早逝。由于晴時无子，因此在家臣土佐林禅栋的努力下令同族的義增继承家督。

## 接受偏讳的人物
- 大渊時興（家臣）
- 来次时秀（日语：来次時秀）（出羽国人衆，前文所述的来次氏当主）